# Amanita strobiliformis
Amanita strobiliformis (Jean-Jacques Paulet, 1812 : Carlo Vittadini, 1835 ex Louis-Adolphe Bertillon, 1866), din încrengătura Basidiomycota în familia Amanitaceae și de genul Amanita, denumită în popor ciupercă franjurată  sau amanită solitară,  este o  specie de ciuperci comestibile care coabitează, fiind un simbiont micoriza (formează micorize pe rădăcinile arborilor). Buretele se poate găsi în România, Basarabia și Bucovina de Nord destul de rar în păduri, prin parcuri, la margini de drum și străzi, dar mereu sub diverși arbori foioși, preferat pe längä fagi și carpeni, dezvoltându-se solitar sau în grupuri de 2-3 exemplare, în locuri mai călduroase pe sol calcaros. Timpul aparenței este din (iunie) iulie până în (septembrie) octombrie.

## Istoric
Numele binomial a fost creat de micologul francez Jean-Jacques Paulet drept Hypophyllum strobiliforme, de citit în opera sa Iconographie des Champignons din 1812 și redenumit ca Agaricus strobiliformis de micologul italian Carlo Vittadini în cartea sa Descrizione dei funghi mangerecci più comuni dell'Italia e de'velenosi che possono co'medesimi confondersi din 1835.
Specia a fost în sfârșit transferată corect la genul Amanita sub păstrarea epitetului de către medicul francez Louis-Adolphe Bertillon (1821-1883), de verificat în lucrarea sa Dictionnaire Encyclopédique de Science Médicales din 1866.

## Descriere
Această specie are un velum universale (văl universal), o membrană subțire care o învelește la începutul evoluției ei, extinzându-se de la vârful pălăriei la capătul inferior al piciorului precum un velum partiale (văl parțial) care acoperă numai părțile purtătoare de spori, astfel încât se întinde de la de marginea pălăriei la capătul superior al tijei. Scurt timp mai târziu, membranele se rup, lăsând urme de fulgi pe pălărie, un inel în jurul tijei și o rămășiță în formă de săculeț la bază, numită volva (vagin).

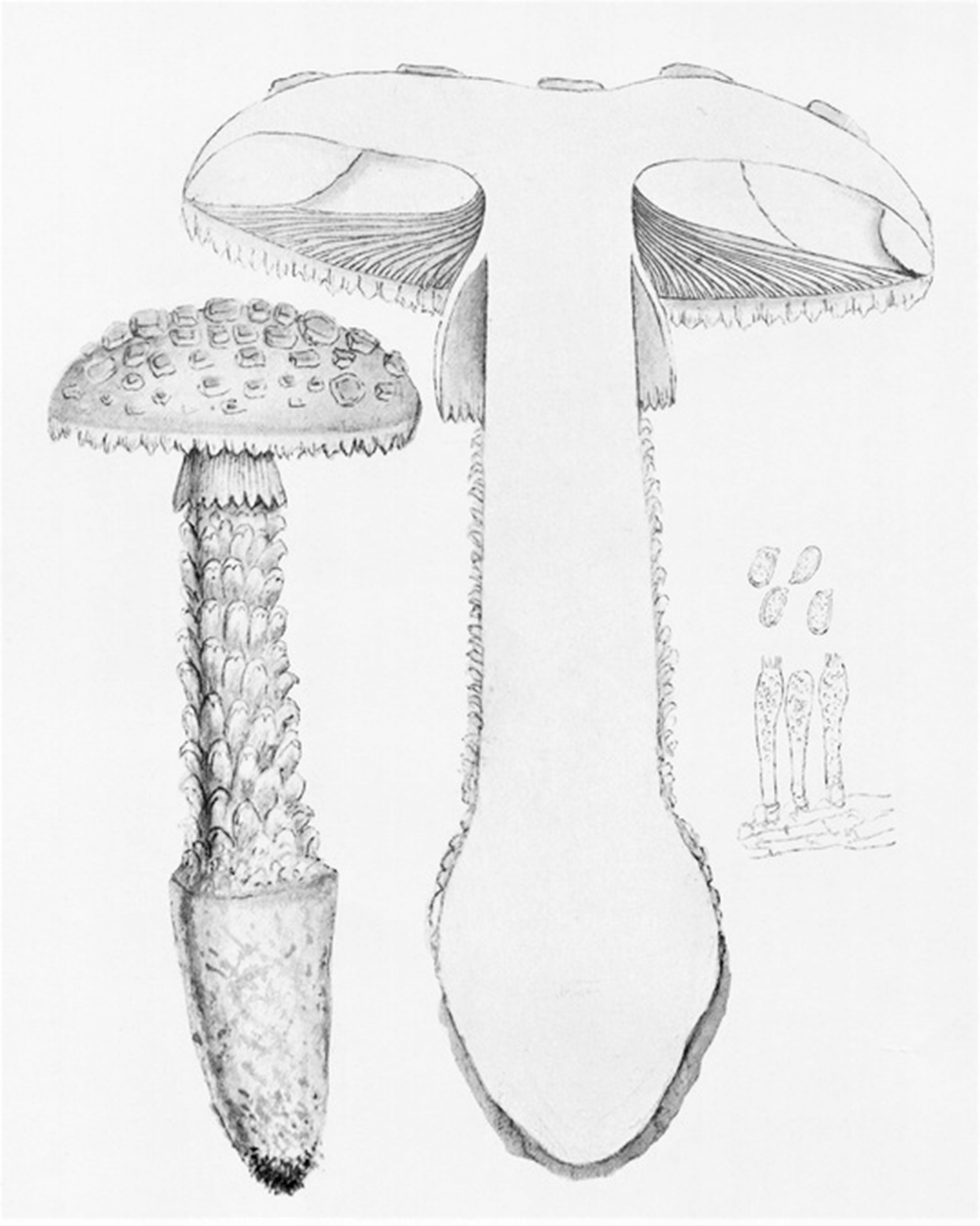
Bres.: Amanita strobiliformis

- Pălăria: are un diametru de 5-20 (25) cm, este cărnoasă, cu marginea nestriată, preponderent franjurată și pentru mult timp rulată spre interior, fiind la început semisferică, apoi convexă, în final aproape plană, însă niciodată adâncită sau chiar cocoșată în centru. Cuticula este netedă, lucioasă și presărată cu negi albi, turtit piramidali și lânoși, resturi ai vălului universal (ca și franjurile marginii) care nu dispar la bătrânețe sau după o ploaie. Coloritul este albicios, spre mijloc gri, dar niciodată cu nuanțe galbene sau maronii.
- Lamelele: sunt albe, destul de subțiri, aglomerate, cu numai puține lameluțe intercalate, devenind cu avansarea în vârstă bulboase, inițial aderente la picior și la maturitate libere, muchiile fiind fin zimțate. În tinerețe, spațiul între pălărie și picior este acoperit de un văl parțial fin și alb.
- Piciorul: are o lungime de 10-20 cm și o lățime de 2-4 cm, este stabil, cilindric, plin, acoperit cu solzi flocoși și făinoși, izbitori mai ales în tinerețe, sfârșind într-un bulb mărginit, centuriat, în formă de morcov și adânc înrădăcinat. Volva făinoasă și repede trecătoare este concrescută cu tija. Poartă un inel de asemenea alb, inițial larg și slab striat pe suprafață care se răsfrânge în jos peste picior, dar devine repede zdrențuros și flocos-smântânos-brânzos, dispărând cu timpul aproape complet.
- Carnea: este fragedă, întotdeauna albă, având tânăr un miros plăcut de pădure, dar bătrân ceva mucegăit, ca de șuncă veche, iar un gust plăcut, amintind de nuci.[4][5]
- Caracteristici microscopice: Sporii sunt netezi, aproape ovoidali până elipsoidali, granulați în interior, hialini (translucizi), amiloizi (ce înseamnă colorabilitatea structurilor tisulare folosind reactivi de iod) și au o mărime de 11-13 x 7-9 microni. Pulberea lor este albă. Basidiile cu 2-4 sterigme fiecare sunt clavate și pediculate, măsurând 50-60 x 10-12 microni.[10]
- Reacții chimice: Carnea se colorează cu anilină de fenol mai întâi roșu, apoi brun, lamelele cu formol după câteva minute roz murdar și carnea cu fenol de asemenea mai întâi roșu, apoi brun.[11][12]

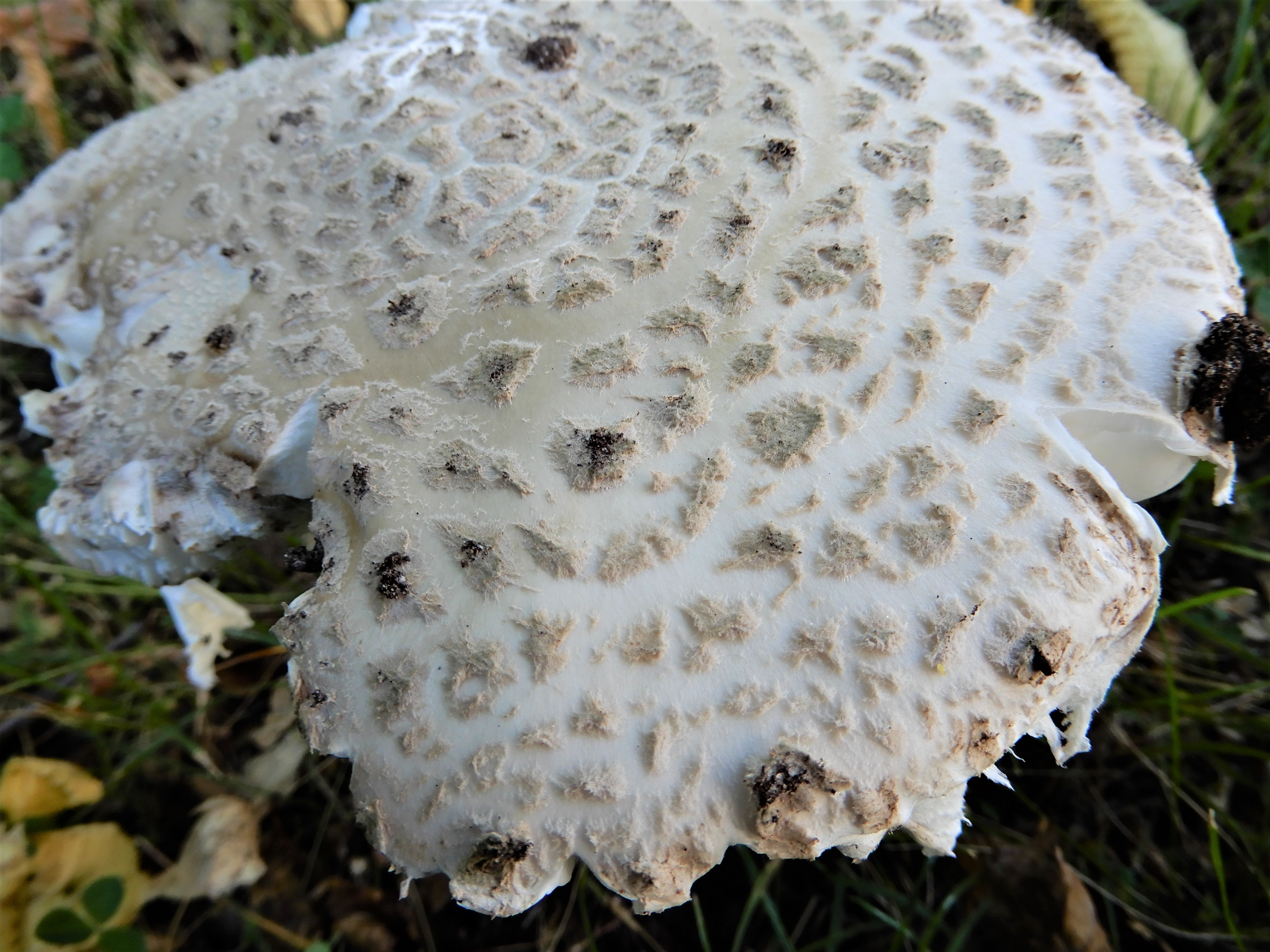
A. strobiliformis, pălăria la ciuperca matură
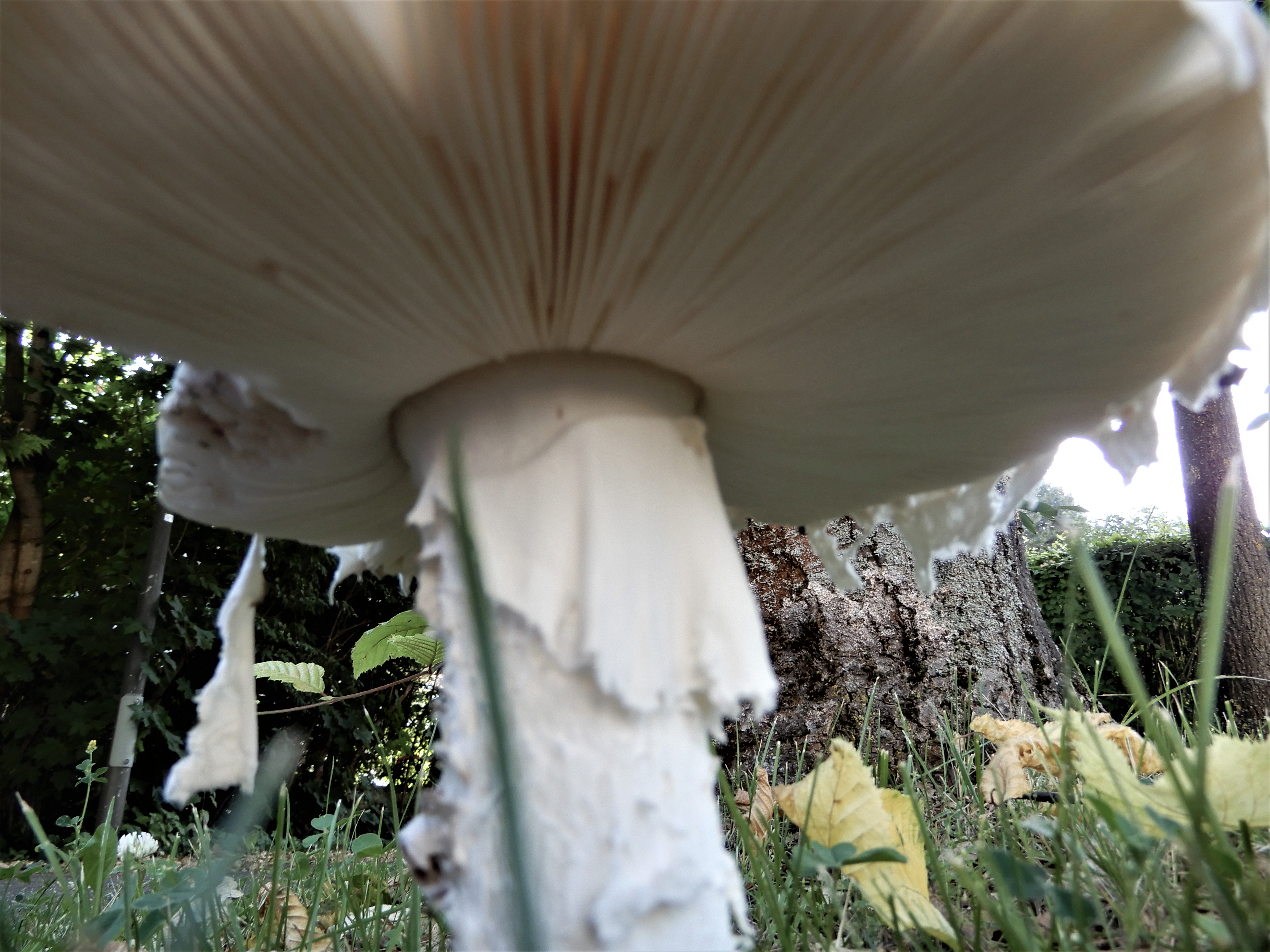
A. strobiliformis, lamele și inel din apropiere
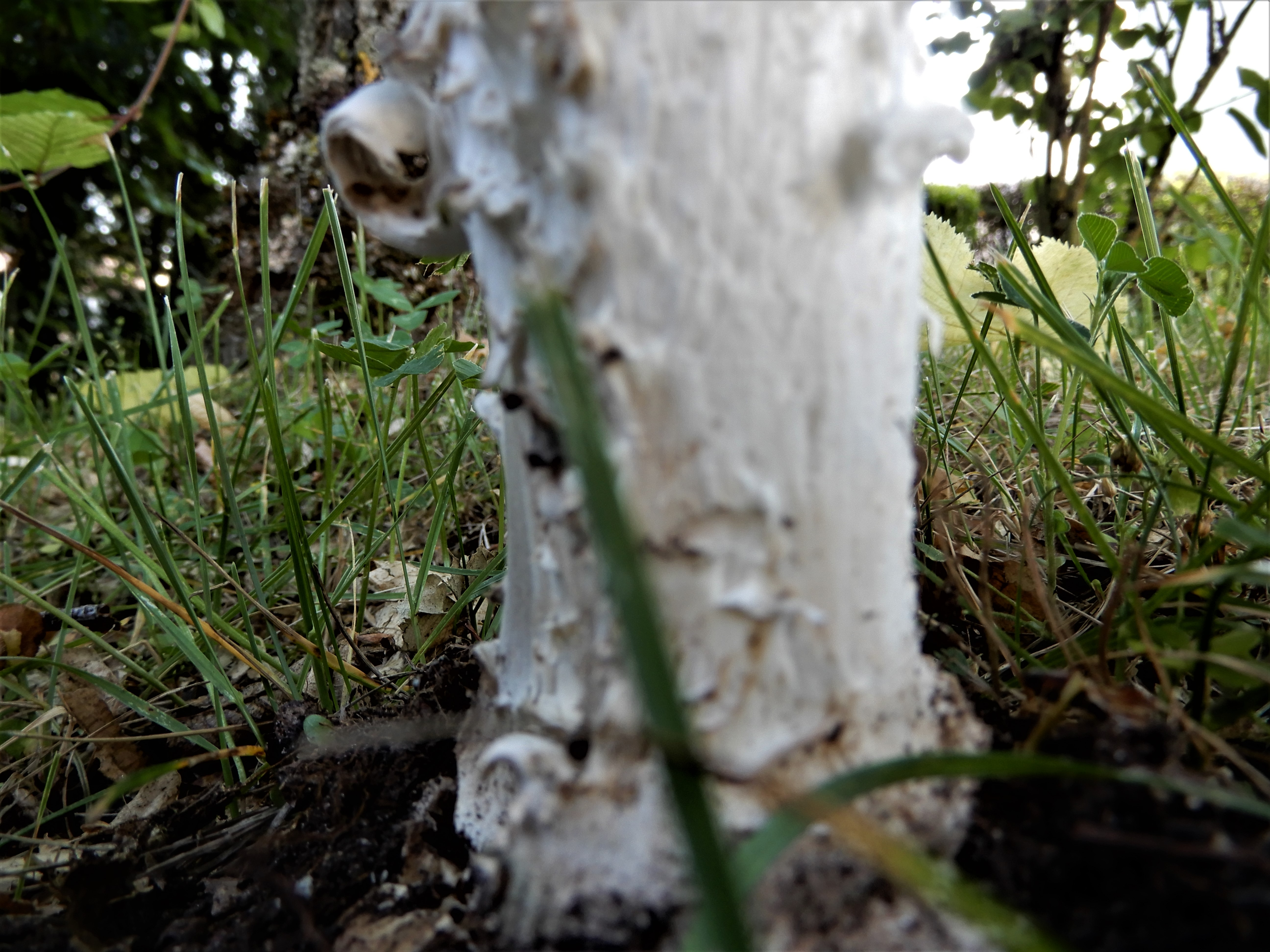
A. strobiliformis, picior
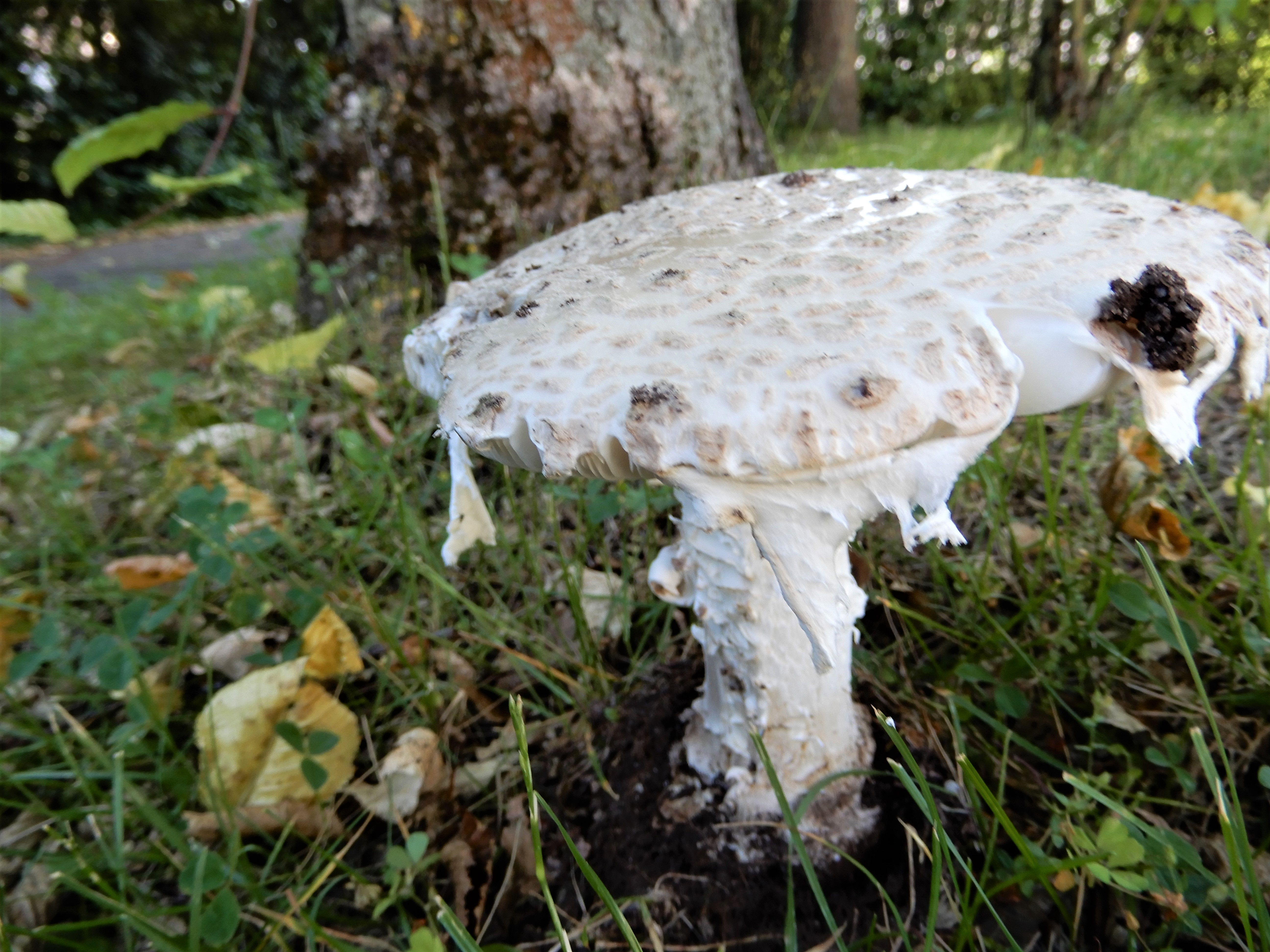
A. strobiliformis cu franjuri la margine
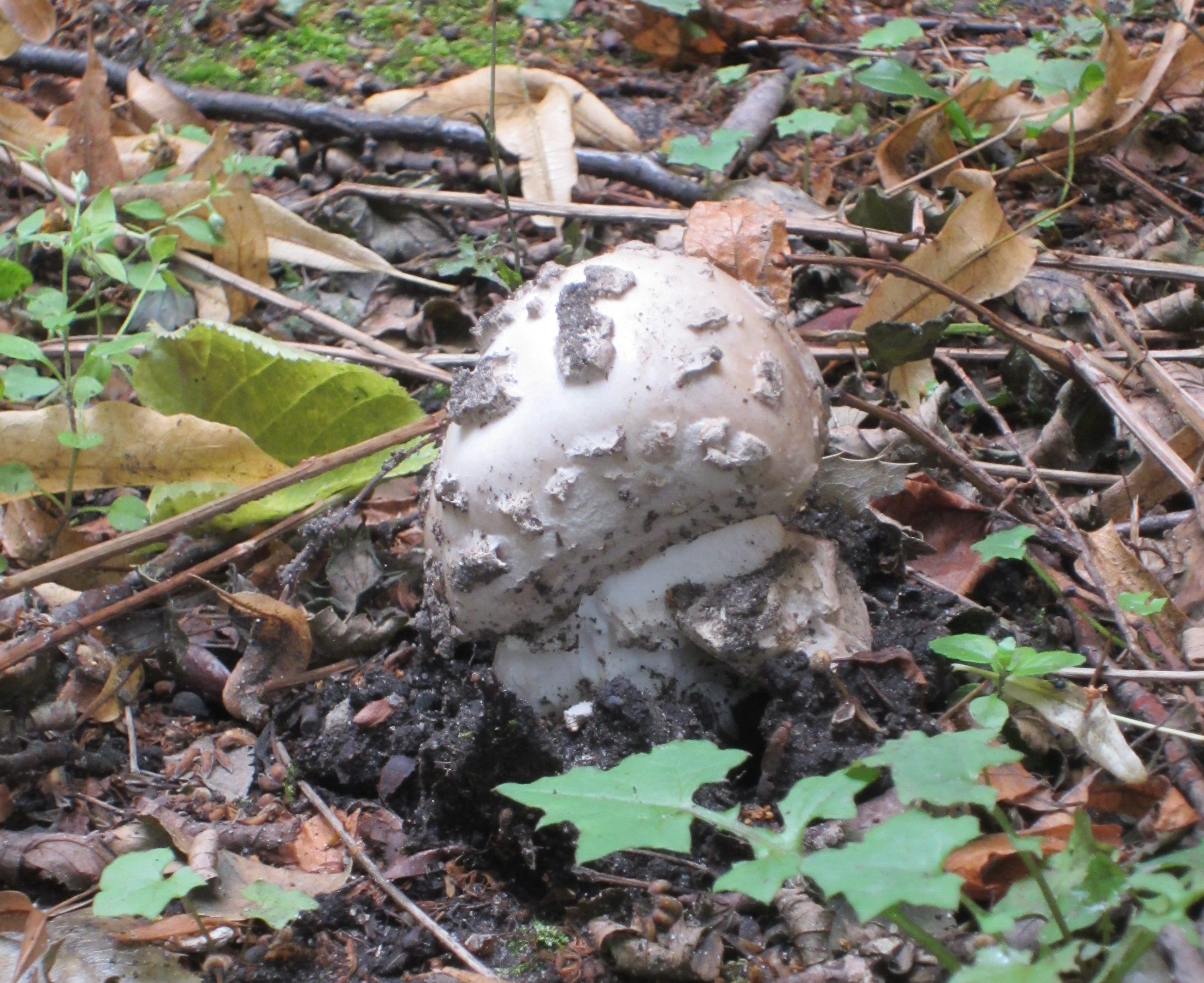
A.strobiliformis tânără
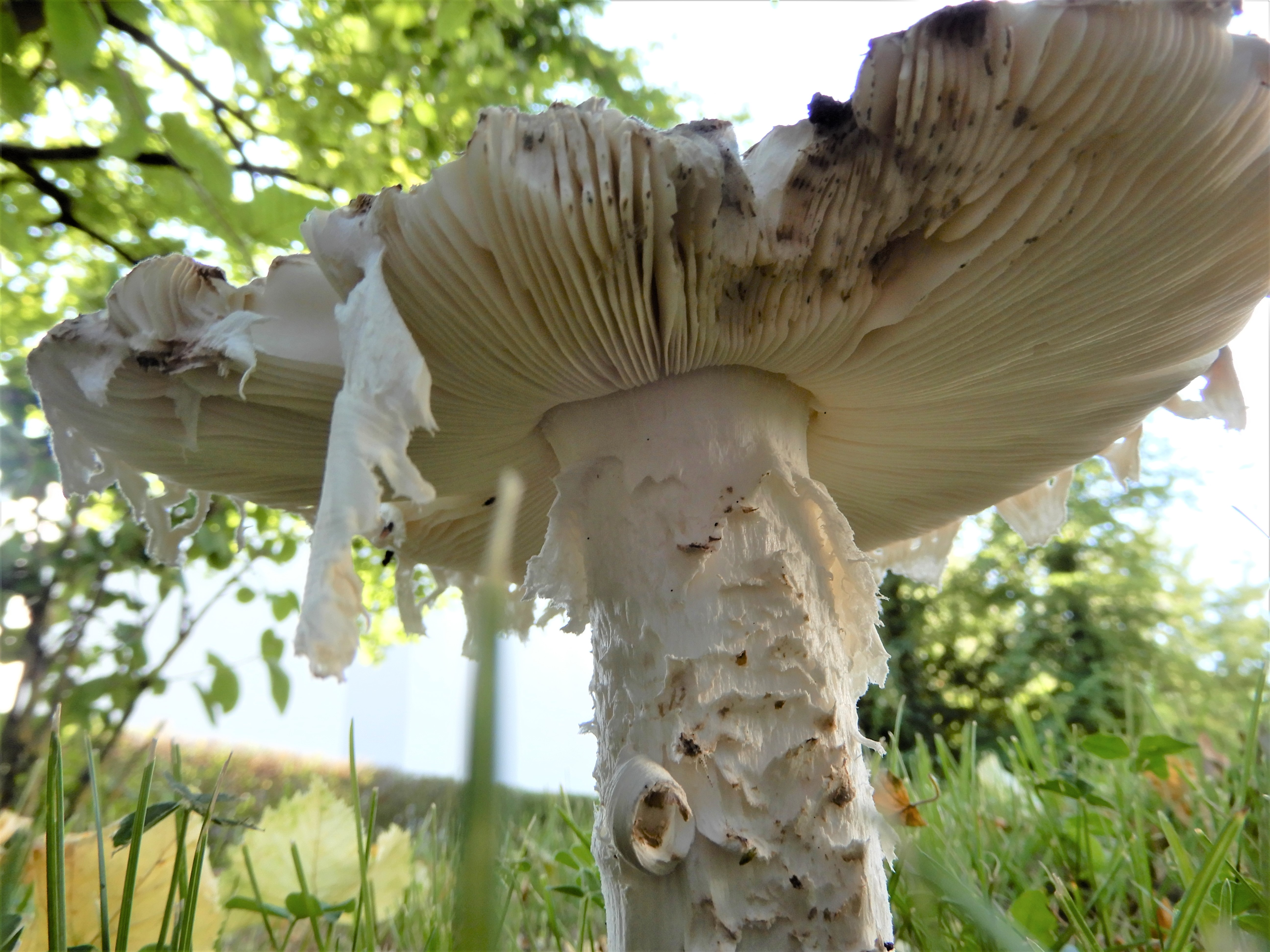
A. strobiliformis bătrână

## Confuzii
Amanita strobiliformis poate fi confundată cu ciuperci comestibile sau otrăvitoare de același gen, în primul rând cu suratele ei de calitate mai scăzută Amanita echinocephala   și Amanita ovoidea sau cu Amanita proxima (ceva mai mică cu lamele crem albicioase până rozalbii precum o volvă galbenă până brun-galbenă și trecătoare, miros de ridiche). Foarte periculoasă și ușoară este de asemenea confuzia cu cele trei specii letale Amanita phalloides mai albuie, Amanita verna și Amanita virosa,  mai departe cu Amanita curtipes (poate comestibilă, fără negi și inel, cu volvă izbitoare, crește pe soluri nisipoase sub pini), Amanita citrina var. alba (restrâns comestibilă),  Amanita eliae (comestibilă), Amanita excelsa (comestibilă, crește în păduri de foioase și de conifere, dar niciodată pe sol calcaros, iubește umezeala), Amanita vittadini (probabil otrăvitoare, din păcate foarte asemănătoare), dar chiar și cu toxica Amanita gemmata sau cu comestibilii Leucoagaricus leucothites sin. Lepiota naucina și Leucoagaricus (sub)cretaceus.

## Specii asemănătoare în imagini

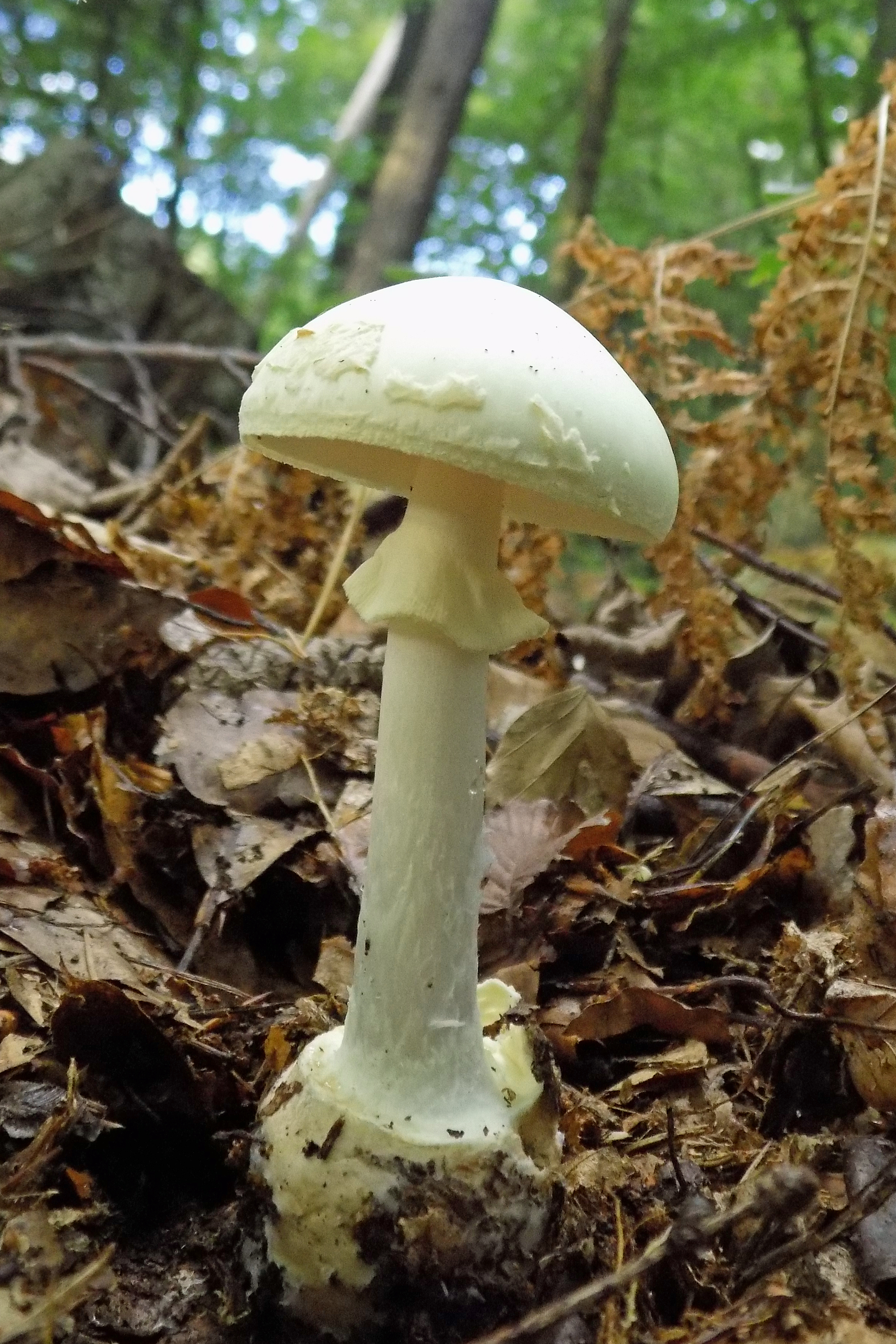
Amanita citrina
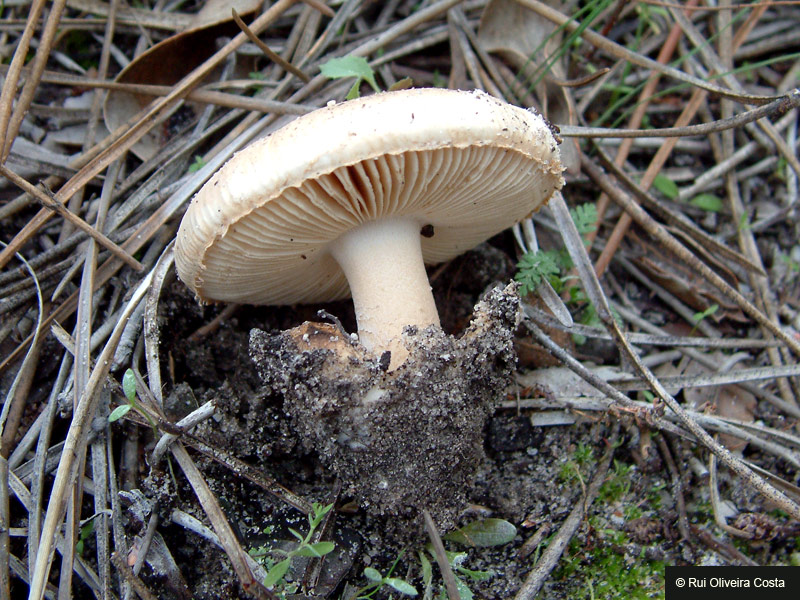
!Amanita curtipes!
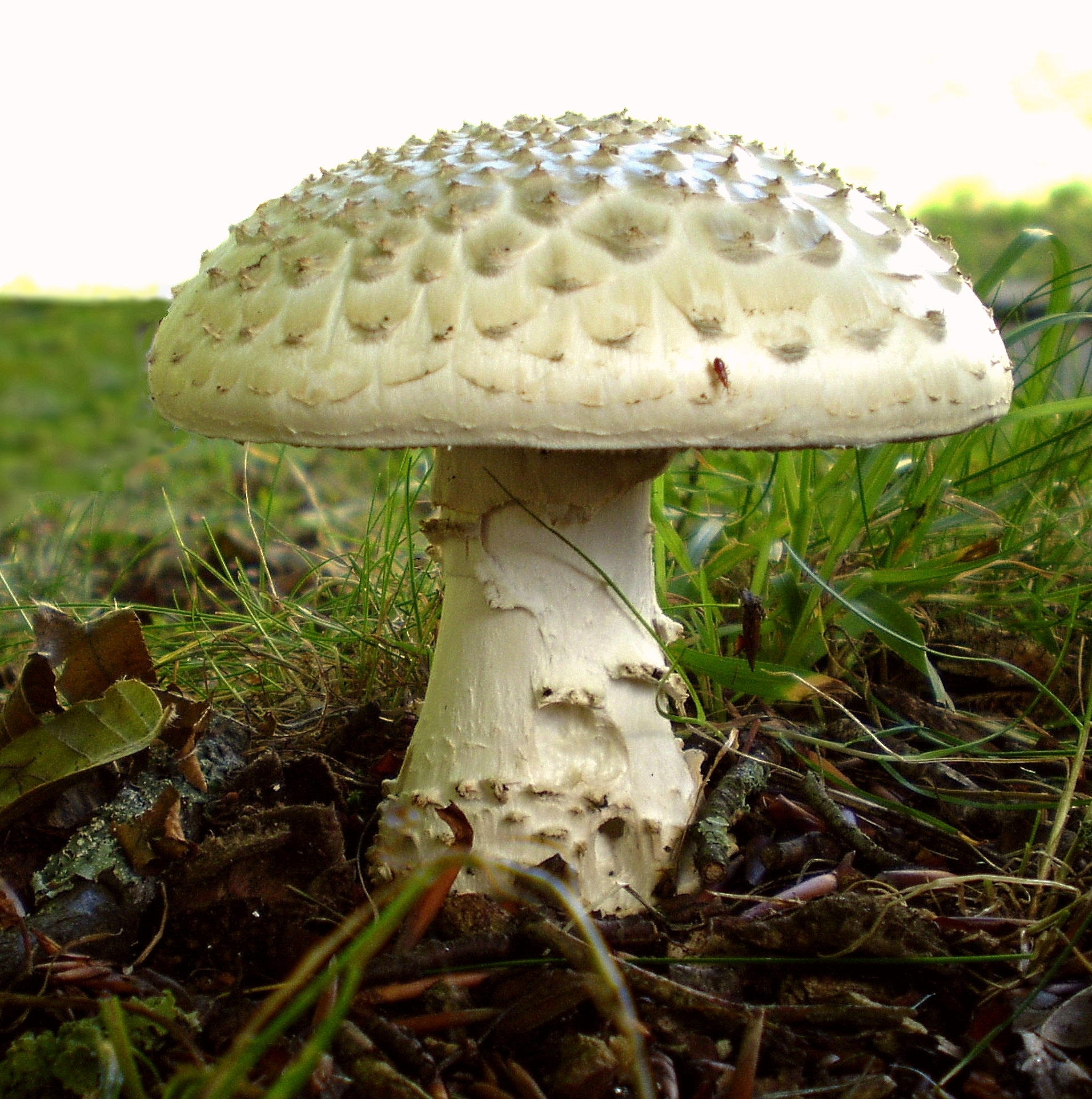
Amanita echinocephala
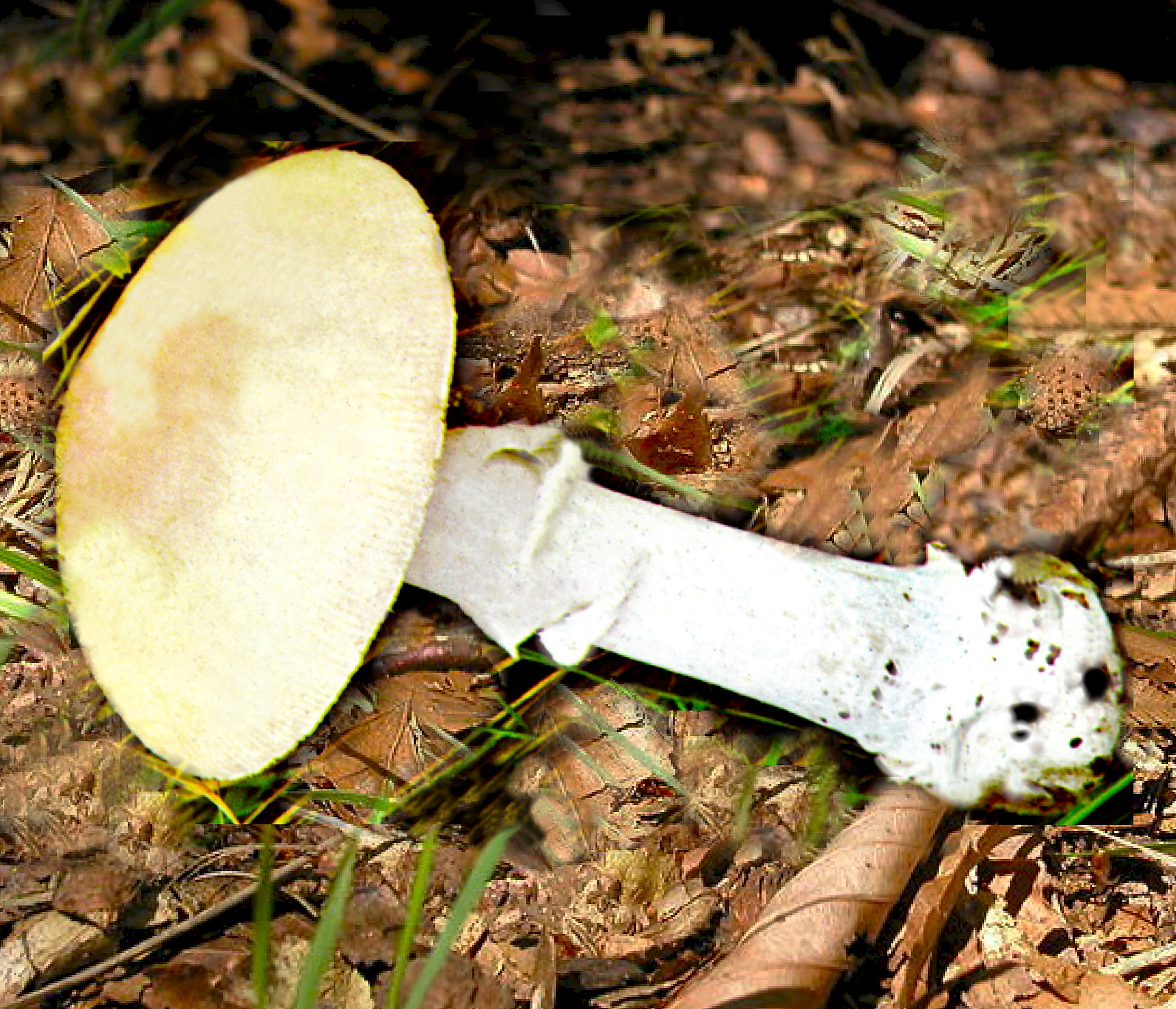
Amanita eliae
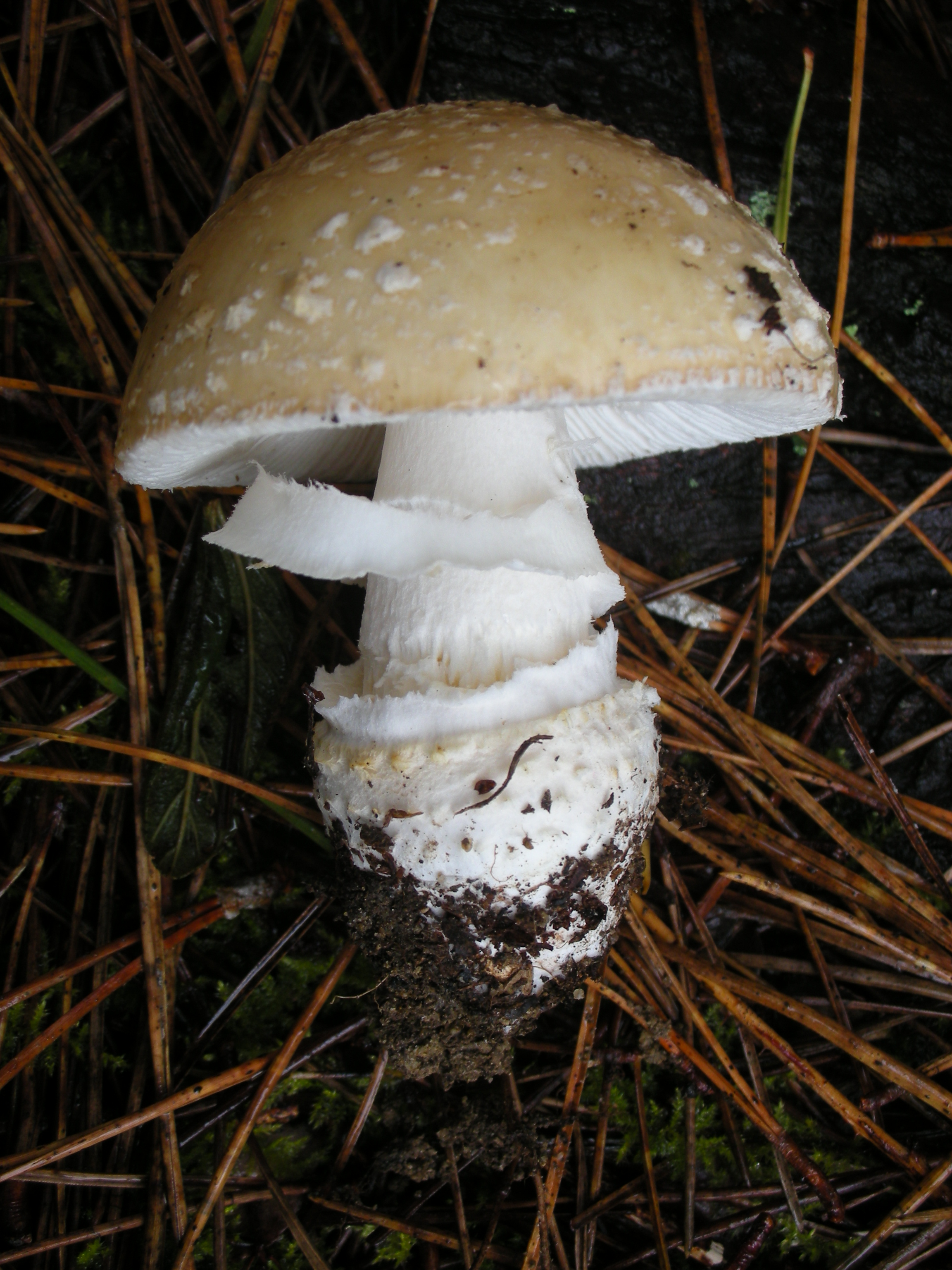
!!Amanita gemmata!!
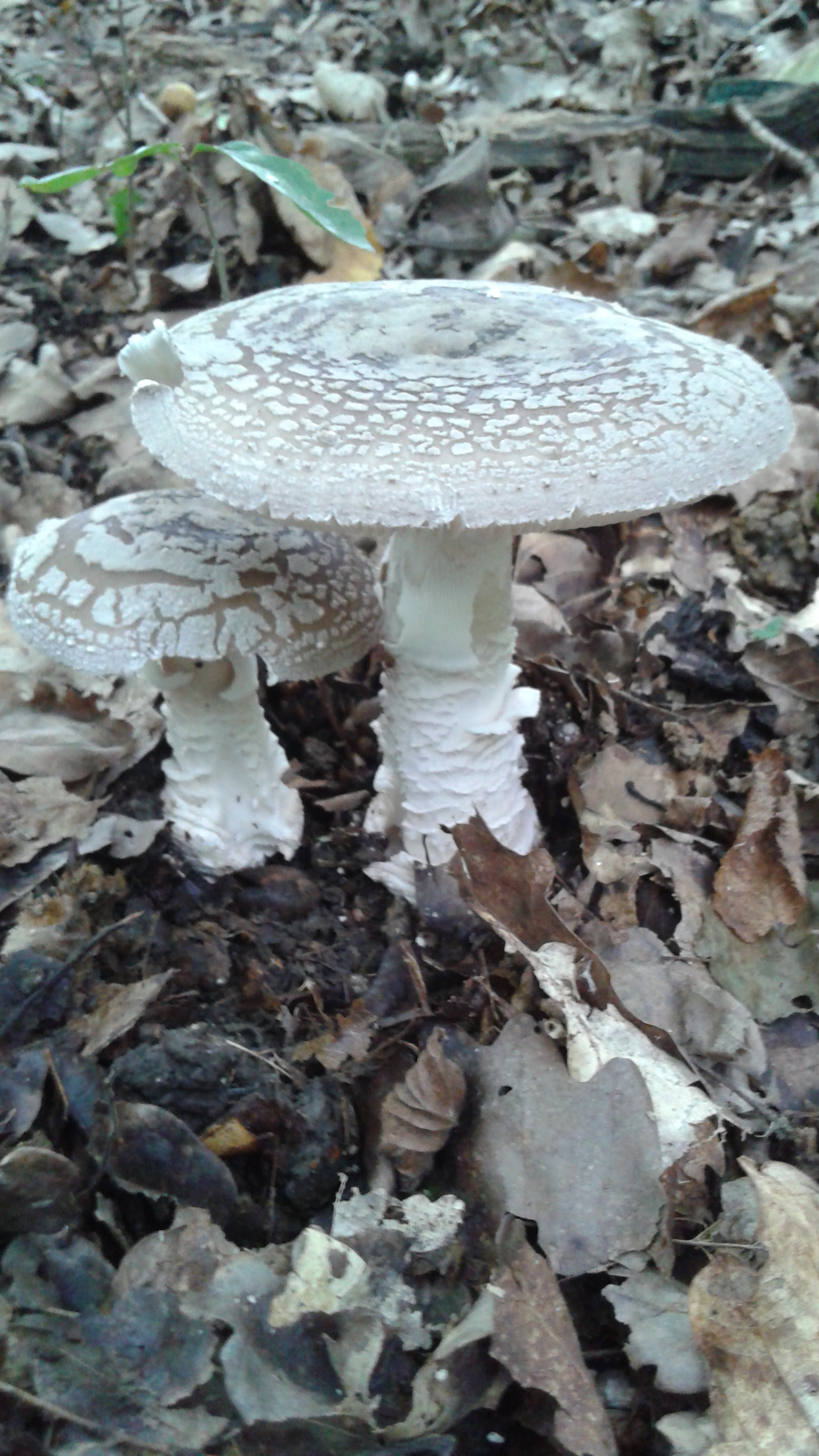
Amanita excelsa
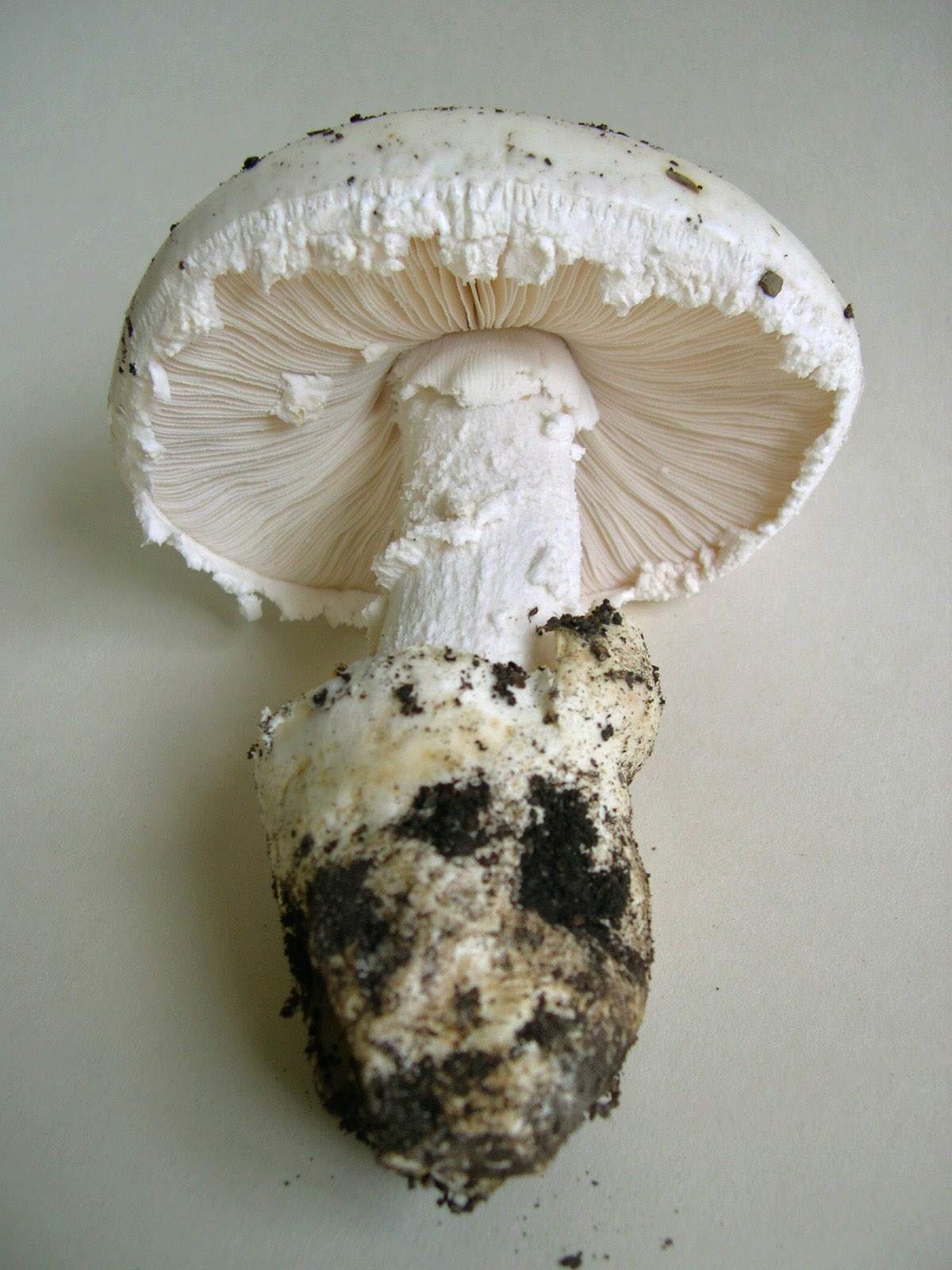
Amanita ovoidea

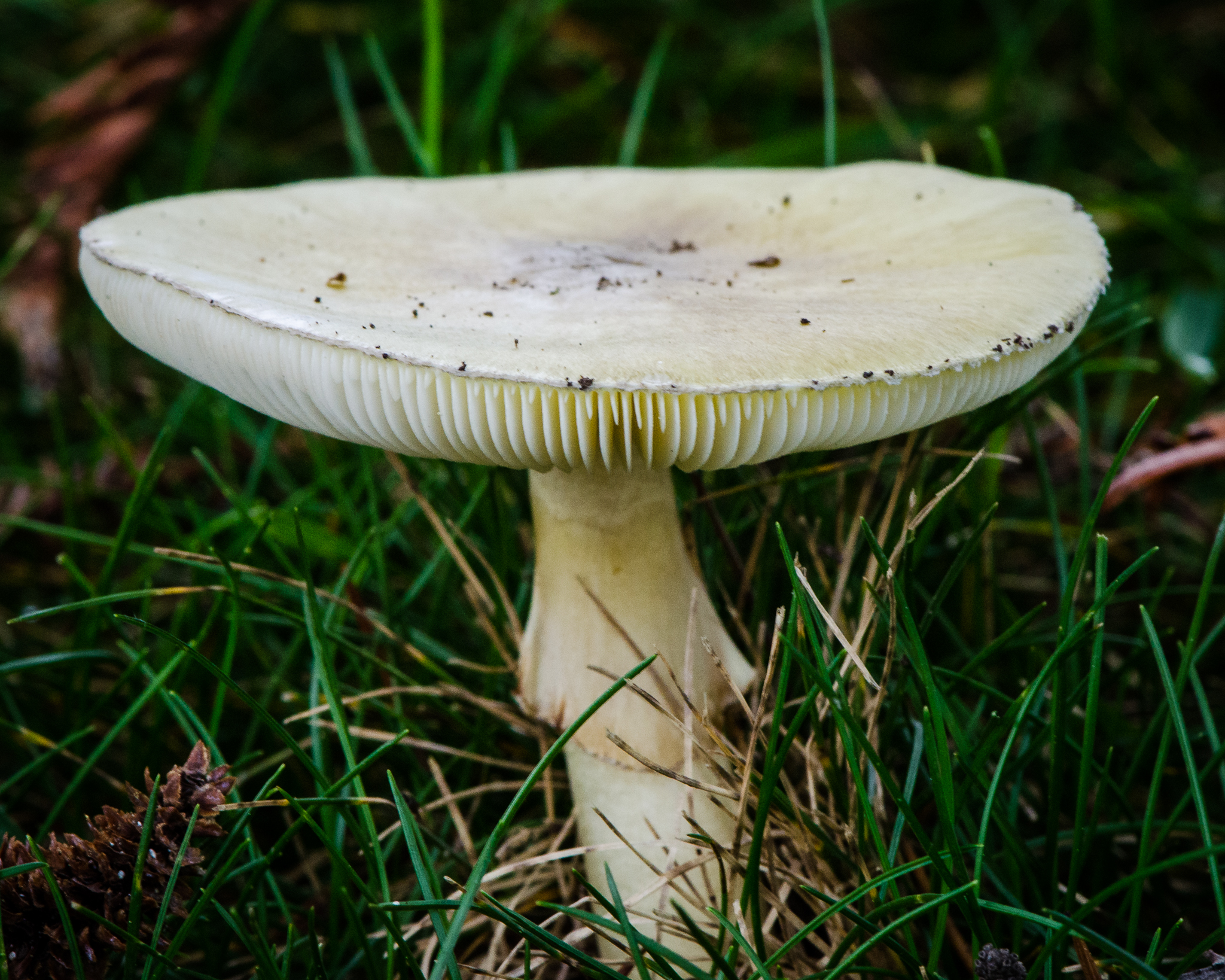
!!!Amanita phalloides!!!
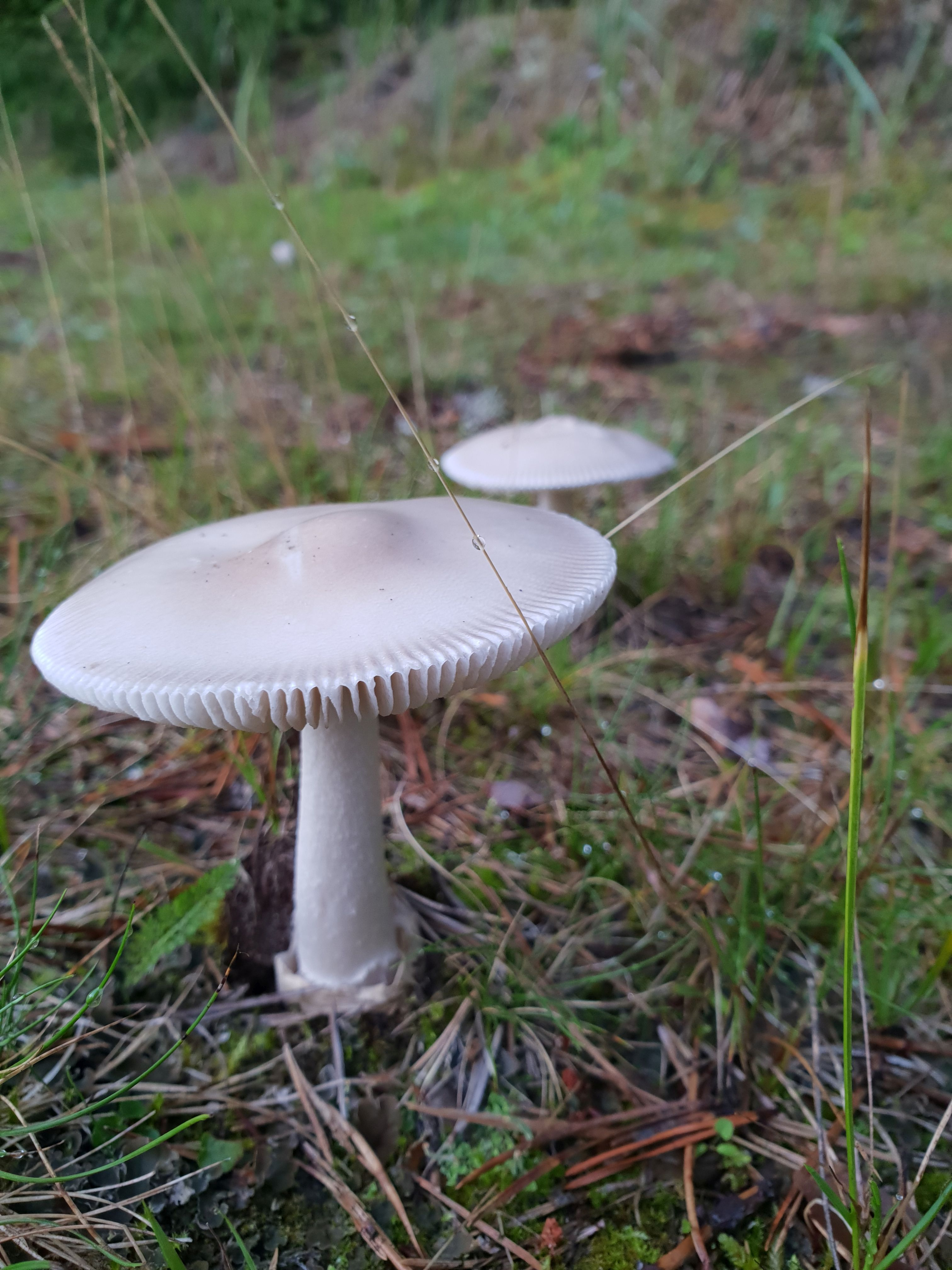
!!!Amanita verna!!!
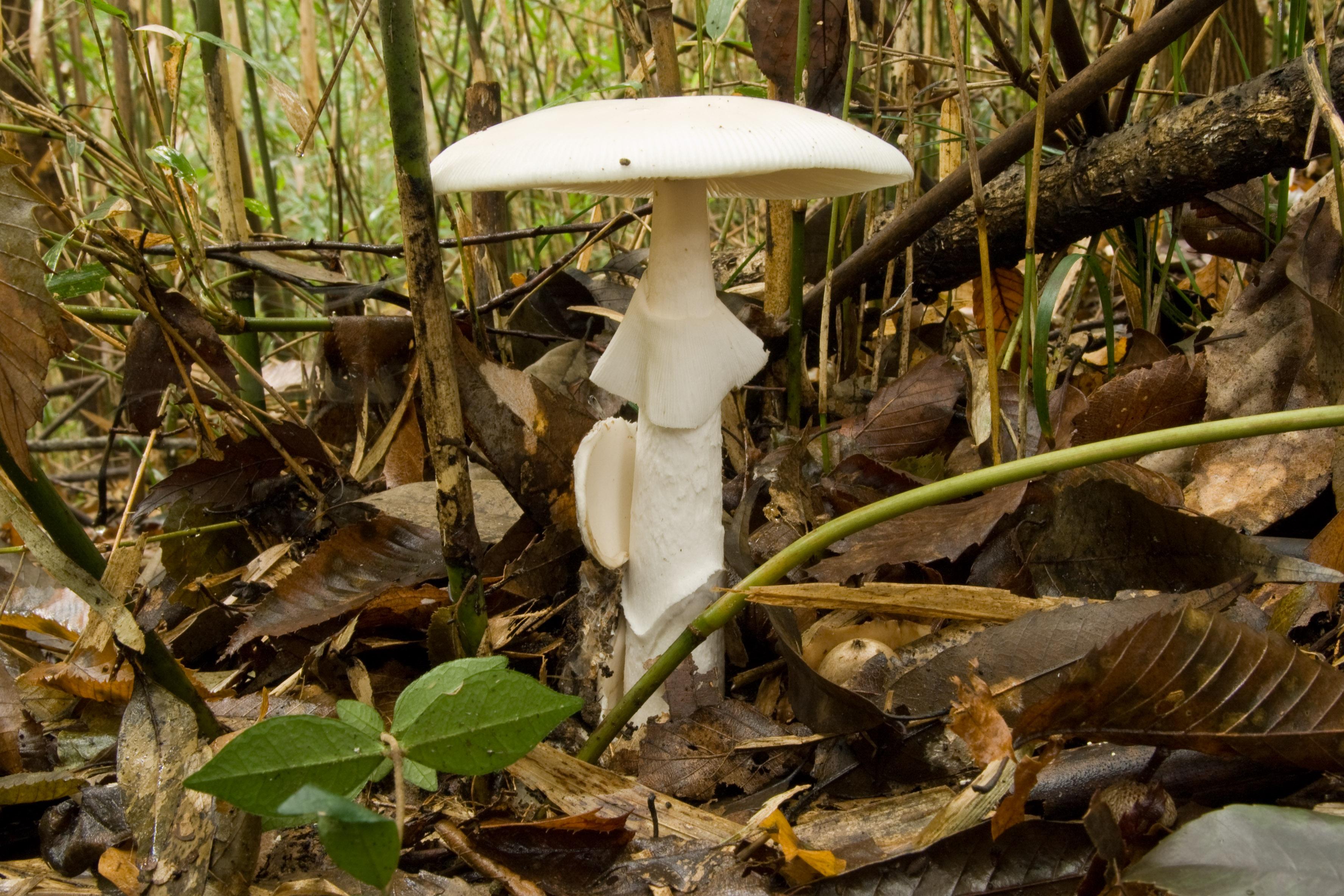
!!!Amanita virosa!!!
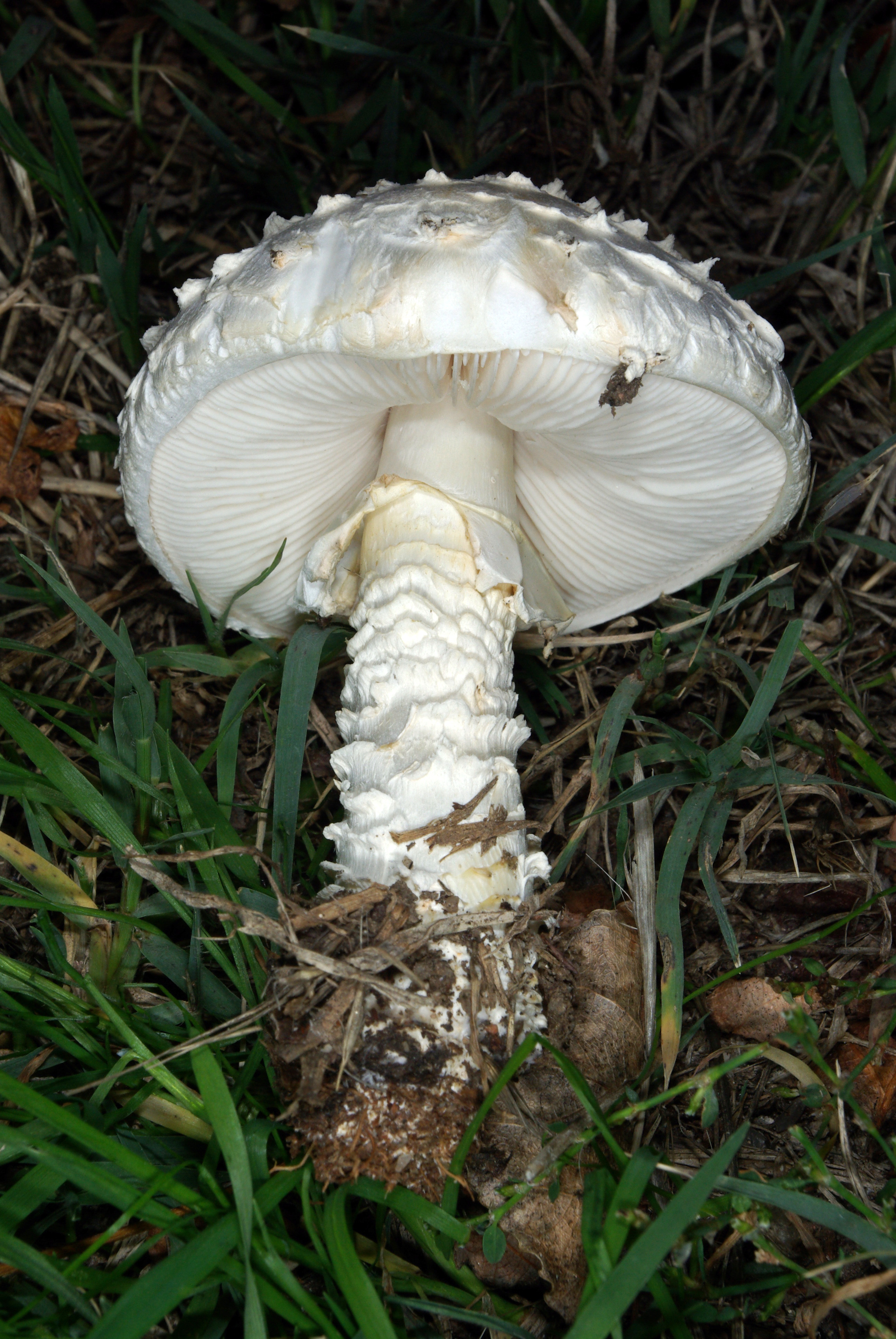
!!Amanita vittadinii!!
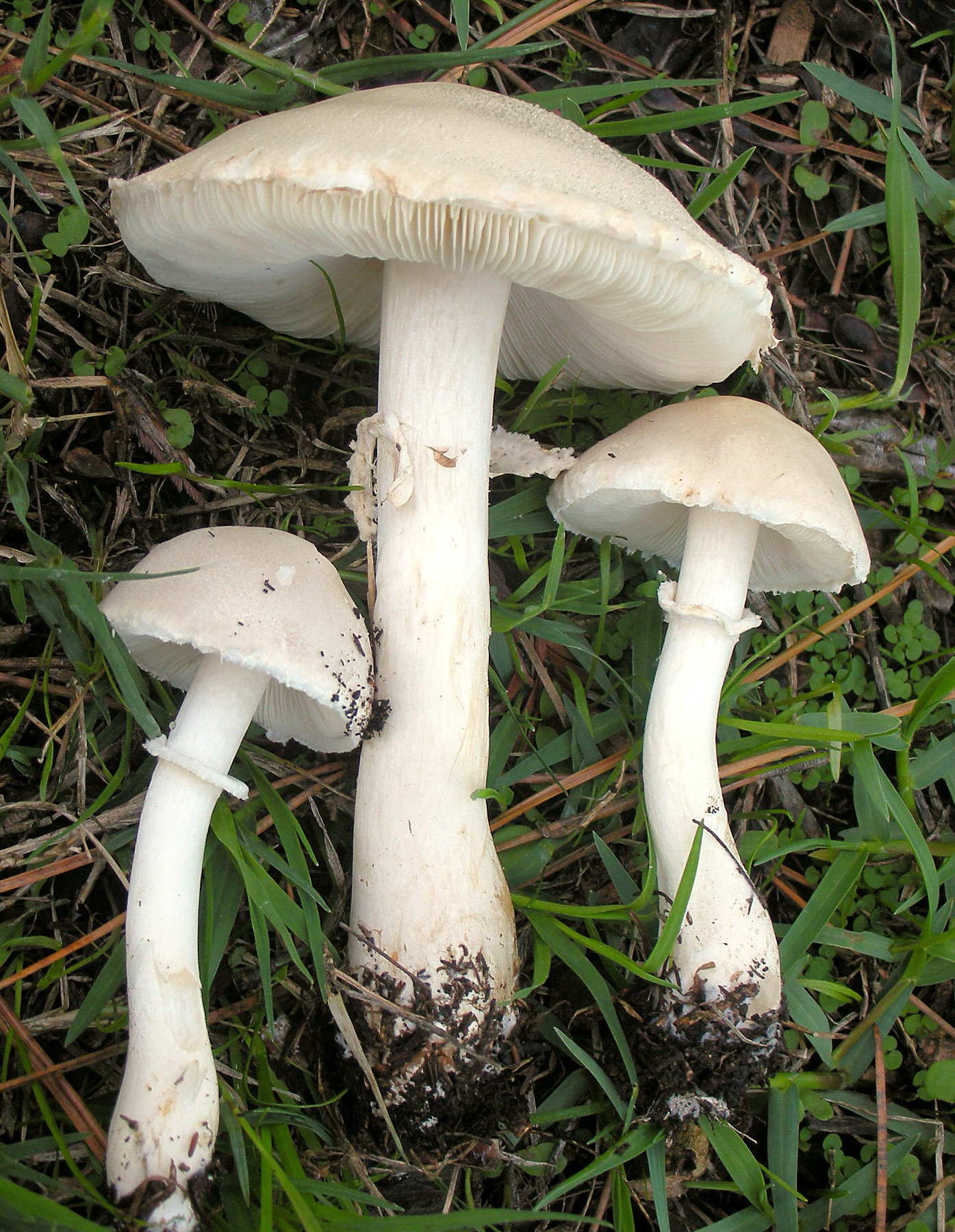
Leucoagaricus leucothites

## Valorificare
Amanita solitară este, ca toate ciupercile din genul Amanita, în stare crudă toxic (provoacă tulburări digestive), dar gătit este gustos, toxinele fiind complet distruse prin tratamentul termic (ciuperca se taie în mod normal felii). Cuticula se decojește mereu pentru rafinarea gustului. Pălăria este savuroasă, bine prăjită la grătar. Gustos este de asemenea preparat ca cremă de ciuperci a la Zürich sau după modul secuilor. De altfel, acest burete poate fi preparat ca Amanita caesarea (crăița).

## Bibliografie

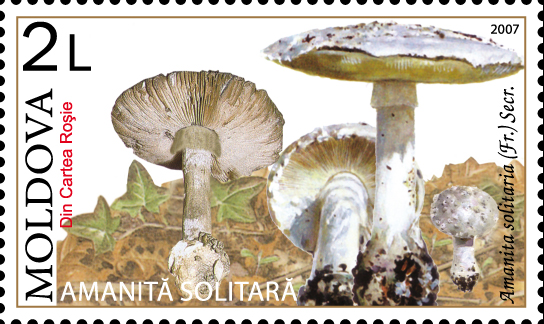
R. Moldova: Amanită solitară